# Mocuba
Mocuba este un oraș în Mozambic.
| An   | Populație |
| ---- | --------- |
| 1997 | 55 923    |
| 2008 | 69 045    |